# Arrondissement de Montbrison
L'arrondissement de Montbrison est une division administrative française, située dans le département de la Loire et la région Auvergne-Rhône-Alpes. Il est formé de 136 communes.

## Composition

### Avant leredécoupage cantonal de 2014
Jusqu'aux élections départementales de mars 2015, l'arrondissement de Montbrison n'avait pas subi de modification depuis sa création en l'an VIII (1800), en dehors de la création, en 1925, du canton de Chazelles-sur-Lyon (auparavant inclus dans le canton de Saint-Galmier). Cet arrondissement était composé de 10 cantons : 
Canton de Boën (18 communes) - canton de Chazelles-sur-Lyon (10 communes) - canton de Feurs (23 communes) - canton de Montbrison (19 communes) - canton de Noirétable (12 communes) - canton de Saint-Bonnet-le-Château (11 communes) - canton de Saint-Galmier (11 communes) - canton de Saint-Georges-en-Couzan (9 communes) - canton de Saint-Jean-Soleymieux (13 communes) - canton de Saint-Just-Saint-Rambert (12 communes)

### Composition actuelle
Dans le cadre du redécoupage territorial de 2014 , il n'y a plus de lien entre le canton et l'arrondissement. L'arrondissement de Montbrison compte d'abord 137 communes puis, au 1er janvier 2017, 136 communes :
- 14 des 15 communes du canton d'Andrézieux-Bouthéon :
Aveizieux, Bellegarde-en-Forez, Boisset-lès-Montrond, Chambœuf, Craintilleux, Cuzieu, Montrond-les-Bains, Rivas, Saint-André-le-Puy, Saint-Bonnet-les-Oules, Saint-Galmier, Unias, Veauche et Veauchette ;

- 40 des 54 communes du canton de Boën-sur-Lignon :
Ailleux, Arthun, Boën-sur-Lignon, Bussy-Albieux, Cervières, Cezay, Chalmazel-Jeansagnière, La Chamba, La Chambonie, Champdieu, Châtelneuf, La Côte-en-Couzan, Débats-Rivière-d'Orpra, Essertines-en-Châtelneuf, L'Hôpital-sous-Rochefort, Leigneux, Marcilly-le-Châtel, Marcoux, Montverdun, Noirétable, Palogneux, Pralong, Sail-sous-Couzan, Saint-Bonnet-le-Courreau, Saint-Didier-sur-Rochefort, Saint-Étienne-le-Molard, Saint-Georges-en-Couzan, Saint-Jean-la-Vêtre, Saint-Julien-la-Vêtre, Saint-Just-en-Bas, Saint-Laurent-Rochefort, Saint-Priest-la-Vêtre, Saint-Sixte, Saint-Thurin, Sainte-Agathe-la-Bouteresse, Sainte-Foy-Saint-Sulpice, Les Salles, Sauvain, Trelins, La Valla-sur-Rochefort ;

- les 33 communes du canton de Feurs :
Chambéon, Châtelus, Chazelles-sur-Lyon, Chevrières, Civens, Cleppé, Cottance, Épercieux-Saint-Paul, Essertines-en-Donzy, Feurs, La Gimond, Grammond, Jas, Marclopt, Maringes, Mizérieux, Montchal, Nervieux, Panissières, Poncins, Pouilly-lès-Feurs, Rozier-en-Donzy, Saint-Barthélemy-Lestra, Saint-Cyr-les-Vignes, Saint-Denis-sur-Coise, Saint-Laurent-la-Conche, Saint-Martin-Lestra, Saint-Médard-en-Forez, Salt-en-Donzy, Salvizinet, Valeille, Viricelles, Virigneux ;

- les 31 communes du canton de Montbrison :
Bard, Boisset-Saint-Priest, Chalain-d'Uzore, Chalain-le-Comtal, La Chapelle-en-Lafaye, Chazelles-sur-Lavieu, Chenereilles, Écotay-l'Olme, Grézieux-le-Fromental, Gumières, L'Hôpital-le-Grand, Lavieu, Lérigneux, Lézigneux, Luriecq, Magneux-Haute-Rive, Margerie-Chantagret, Marols, Montarcher, Montbrison, Mornand-en-Forez, Précieux, Roche, Saint-Georges-Haute-Ville, Saint-Jean-Soleymieux, Saint-Paul-d'Uzore, Saint-Romain-le-Puy, Saint-Thomas-la-Garde, Savigneux, Soleymieux, Verrières-en-Forez ;

- les 18 communes du canton de Saint-Just-Saint-Rambert :
Aboën, Apinac, Bonson, Chambles, Estivareilles, Merle-Leignec, Périgneux, Rozier-Côtes-d'Aurec, Saint-Bonnet-le-Château, Saint-Cyprien, Saint-Hilaire-Cusson-la-Valmitte, Saint-Marcellin-en-Forez, Saint-Maurice-en-Gourgois, Saint-Nizier-de-Fornas, Saint-Just-Saint-Rambert, Sury-le-Comtal, La Tourette, Usson-en-Forez.

### Découpage communal depuis 2015
Depuis 2015, le nombre de communes des arrondissements varie chaque année soit du fait du redécoupage cantonal de 2014 qui a conduit à l'ajustement de périmètres de certains arrondissements, soit à la suite de la création de communes nouvelles. Le nombre de communes de l'arrondissement de Montbrison est ainsi de 138 en 2015, 137 en 2016, 136 en 2017 et 135 en 2019.
Au 1er janvier 2024, l'arrondissement groupe les 135 communes suivantes :
1. Aboën
2. Ailleux
3. Apinac
4. Arthun
5. Aveizieux
6. Bard
7. Bellegarde-en-Forez
8. Boën-sur-Lignon
9. Boisset-lès-Montrond
10. Boisset-Saint-Priest
11. Bonson
12. Bussy-Albieux
13. Cervières
14. Cezay
15. Chalain-d'Uzore
16. Chalain-le-Comtal
17. Chalmazel-Jeansagnière
18. La Chamba
19. Chambéon
20. Chambles
21. Chambœuf
22. La Chambonie
23. Champdieu
24. La Chapelle-en-Lafaye
25. Châtelneuf
26. Châtelus
27. Chazelles-sur-Lavieu
28. Chazelles-sur-Lyon
29. Chenereilles
30. Chevrières
31. Civens
32. Cleppé
33. La Côte-en-Couzan
34. Cottance
35. Craintilleux
36. Cuzieu
37. Débats-Rivière-d'Orpra
38. Écotay-l'Olme
39. Épercieux-Saint-Paul
40. Essertines-en-Châtelneuf
41. Essertines-en-Donzy
42. Estivareilles
43. Feurs
44. La Gimond
45. Grammond
46. Grézieux-le-Fromental
47. Gumières
48. L'Hôpital-le-Grand
49. L'Hôpital-sous-Rochefort
50. Jas
51. Lavieu
52. Leigneux
53. Lérigneux
54. Lézigneux
55. Luriecq
56. Magneux-Haute-Rive
57. Marcilly-le-Châtel
58. Marclopt
59. Marcoux
60. Margerie-Chantagret
61. Maringes
62. Marols
63. Merle-Leignec
64. Mizérieux
65. Montarcher
66. Montbrison
67. Montchal
68. Montrond-les-Bains
69. Montverdun
70. Mornand-en-Forez
71. Nervieux
72. Noirétable
73. Palogneux
74. Panissières
75. Périgneux
76. Poncins
77. Pouilly-lès-Feurs
78. Pralong
79. Précieux
80. Rivas
81. Roche
82. Rozier-Côtes-d'Aurec
83. Rozier-en-Donzy
84. Sail-sous-Couzan
85. Sainte-Agathe-la-Bouteresse
86. Saint-André-le-Puy
87. Saint-Barthélemy-Lestra
88. Saint-Bonnet-le-Château
89. Saint-Bonnet-le-Courreau
90. Saint-Bonnet-les-Oules
91. Saint-Cyprien
92. Saint-Cyr-les-Vignes
93. Saint-Denis-sur-Coise
94. Saint-Didier-sur-Rochefort
95. Saint-Étienne-le-Molard
96. Sainte-Foy-Saint-Sulpice
97. Saint-Galmier
98. Saint-Georges-en-Couzan
99. Saint-Georges-Haute-Ville
100. Saint-Hilaire-Cusson-la-Valmitte
101. Saint-Jean-la-Vêtre
102. Saint-Jean-Soleymieux
103. Saint-Just-en-Bas
104. Saint-Just-Saint-Rambert
105. Saint-Laurent-la-Conche
106. Saint-Laurent-Rochefort
107. Saint-Marcellin-en-Forez
108. Saint-Martin-Lestra
109. Saint-Maurice-en-Gourgois
110. Saint-Médard-en-Forez
111. Saint-Nizier-de-Fornas
112. Saint-Paul-d'Uzore
113. Saint-Priest-la-Vêtre
114. Saint-Romain-le-Puy
115. Saint-Sixte
116. Saint-Thomas-la-Garde
117. Les Salles
118. Salt-en-Donzy
119. Salvizinet
120. Sauvain
121. Savigneux
122. Soleymieux
123. Sury-le-Comtal
124. La Tourette
125. Trelins
126. Unias
127. Usson-en-Forez
128. Valeille
129. La Valla-sur-Rochefort
130. Veauche
131. Veauchette
132. Verrières-en-Forez
133. Vêtre-sur-Anzon
134. Viricelles
135. Virigneux

## Démographie
En 2022, l'arrondissement comptait 186 822 habitants.
| 1968    | 1975    | 1982    | 1990    | 1999    | 2006    | 2011    | 2016    | 2021    |
| ------- | ------- | ------- | ------- | ------- | ------- | ------- | ------- | ------- |
| 119 838 | 127 675 | 138 940 | 151 147 | 160 289 | 174 538 | 183 121 | 181 551 | 185 892 |

| 2022    | - | - | - | - | - | - | - | - |
| ------- | - | - | - | - | - | - | - | - |
| 186 822 | - | - | - | - | - | - | - | - |

## Liste des sous-préfets
| Période           | Période        | Identité                                                | Fonction précédente | Observation                                              |
| ----------------- | -------------- | ------------------------------------------------------- | --- | -------------------------------------------------------- |
| 6 juillet 1812    |                | François GREYFIÉ de BELLECOMBE                          | |                                                          |
| 14 juin 1815      |                | CAVY                                                    | |                                                          |
| 23 novembre 1855  |                | Nicolas, Gustave, Marie, Antoine TÉZENAS                | |                                                          |
| 14 décembre 1860  |                | Alfred BORDAS-LARRIBE                                   | |                                                          |
| 7 septembre 1870  |                | Octave BLANC                                            | |                                                          |
|                   |                | CROZET                                                  | |                                                          |
| 18 février 1871   |                | Antoine AUBAGNAN                                        | |                                                          |
| 17 avril 1971     |                | DUCHÊNE                                                 | |                                                          |
| 30 mai 1871       |                | André, Jean, Joseph ROUX                                | |                                                          |
| 25 octobre 1873   |                | Paul COPIN                                              | |                                                          |
| 10 avril 1875     |                | Marie, François, Xavier, Alfred CHAVANNE                | |                                                          |
| 24 mai 1876       |                | Edmond, Jean, Baptiste, Pierre de RIVIÈRE DE LA MURE    | |                                                          |
| 30 décembre 1877  |                | André de LABORDE-LASSALE                                | |                                                          |
| 25 mars 1879      |                | Louis, Jean, Baptiste LÉPINE                            | |                                                          |
| 13 février 1880   |                | Régis, Emmanuel MAURAS                                  | |                                                          |
| 10 janvier 1888   |                | Frédéric, Maurice, Albert CLESSE                        | |                                                          |
| 7 janvier 1891    |                | Jean, René SALVADOR DU FESQ                             | |                                                          |
| 18 avril 1891     |                | Alexandre, Marie, Jean, Louis, Bernard, Pierre MARRAUD  | |                                                          |
| 23 mai 1896       |                | Jacques, Louis, Alfred, François, Germain, Michel DUPRÉ | |                                                          |
| 12 octobre 1901   |                | Antoine, Auguste, Joseph COGGIA                         | |                                                          |
| 2 février 1905    |                | Pierre JOUHANAUD                                        | |                                                          |
| 7 février 1905    |                | Léon, Alfred DELBARRE                                   | |                                                          |
| 30 décembre 1905  |                | Aristide, Charles, Jules ROUSSELOT                      | |                                                          |
| 3 novembre 1906   |                | Adolphe ALDEBERT                                        | |                                                          |
| 21 mai 1907       |                | Lucien, Charles, Auguste DAVID                          | |                                                          |
| 21 décembre 1909  |                | Jean-Batiste ICARD                                      | |                                                          |
| 23 mai 1911       |                | Paul, Léonard, Constant MATHIVET                        | |                                                          |
| 25 novembre 1911  |                | Pierre, Etienne TAVÉRA                                  | |                                                          |
| 28 septembre 1912 |                | Humbert, Charles, Marie de LAVENAY                      | |                                                          |
| 3 mai 1913        |                | Augustin, Ernest BEAUGUITTE                             | |                                                          |
| 27 mars 1915      |                | Marcel BODENAN                                          | |                                                          |
| 4 janvier 1916    |                | Charles, Marie VIÉ                                      | |                                                          |
| 20 octobre 1918   |                | CADIOT                                                  | |                                                          |
| 24 février 1919   |                | Charles, Marie VIÉ                                      | |                                                          |
| 17 mai 1921       |                | Maurice, Georges OUVRÉ                                  | |                                                          |
| 16 juillet 1921   |                | Marcel, Aimé, Auguste, Louis BOUTROUE                   | |                                                          |
| 1er août 1922     |                | Francisque, Annet VARENNE                               | |                                                          |
| 20 février 1925   |                | Paul, Émile, Robert BIZARDEL                            | |                                                          |
| 12/07/28          |                | ANTELME                                                 | |                                                          |
| 17 juillet 1928   |                | Augustin JOUVE                                          | |                                                          |
| 20 juin 1930      |                | Xavier FLACH                                            | |                                                          |
| 1er juillet 1932  |                | Jean, Henri, François DESTARAC                          | |                                                          |
| 15 novembre 1934  |                | Élie, Raoul, Marcel MATHIEU                             | |                                                          |
| 21 janvier 1939   |                | Henri, Jacques, Louis DIGARD                            | |                                                          |
| 21 janvier 1939   |                | Gabriel, Joseph, Noël ARCHE                             | |                                                          |
|                   |                | …                                                       | |                                                          |
| 23 mars 2007      |                | Bernard LE MENN                                         | Sous-préfet de la Tour du Pin | Nommé sous-préfet de Pontivy                             |
| 29 juillet 2011   |                | Jean-Michel PORCHER                                     | Sous-préfet de Lure | Nommé sous-préfet de La Flèche                           |
| 7 juillet 2014    |                | André CARAVA                                            | Sous-préfet d'Apt | Nommé sous-préfet de Brignoles                           |
| 13 juin 2016      |                | Rémi RECIO                                              | Secrétaire général de la préfecture de la Creuse | Nommé directeur de cabinet du préfet des Alpes-Maritimes |
| 12 août 2020      |                | Loïc ARMAND                                             | Secrétaire général pour les affaires régionales à la Réunion | Départ à la retraite                                     |
| 1er novembre 2021 | septembre 2024 | Jean-Michel RIAUX                                       | Sous-directeur de l'achat et du suivi de l'exécution des marchés au ministère de l'Intérieur                                                                      | Départ à la retraite                                     |
| septembre 2024    |                | Géraud d’HUMIERES                                       | Sous-directeur des personnels d'encadrement et d'application, des policiers-adjoints et des réserves sous l'autorité du ministère de l'Intérieur et des Outre-mer |                                                          |